# Hancock County, Mississippi
Hancock County är ett administrativt område i delstaten Mississippi, USA, med 43 929 invånare. Den administrativa huvudorten (county seat) är Bay St. Louis. 

## Geografi
Enligt United States Census Bureau har countyt en total area på 1 431 km². 1 235 km² av den arean är land och 196 km² är vatten. 

### Angränsande countyn
- Pearl River County - nord
- Harrison County - öst
- Saint Tammany Parish, Louisiana - väst

### Städer och samhällen
- Bay St. Louis (huvudort)
- Diamondhead
- Kiln
- Pearlington
- Waveland